# Jürgen Cieslak

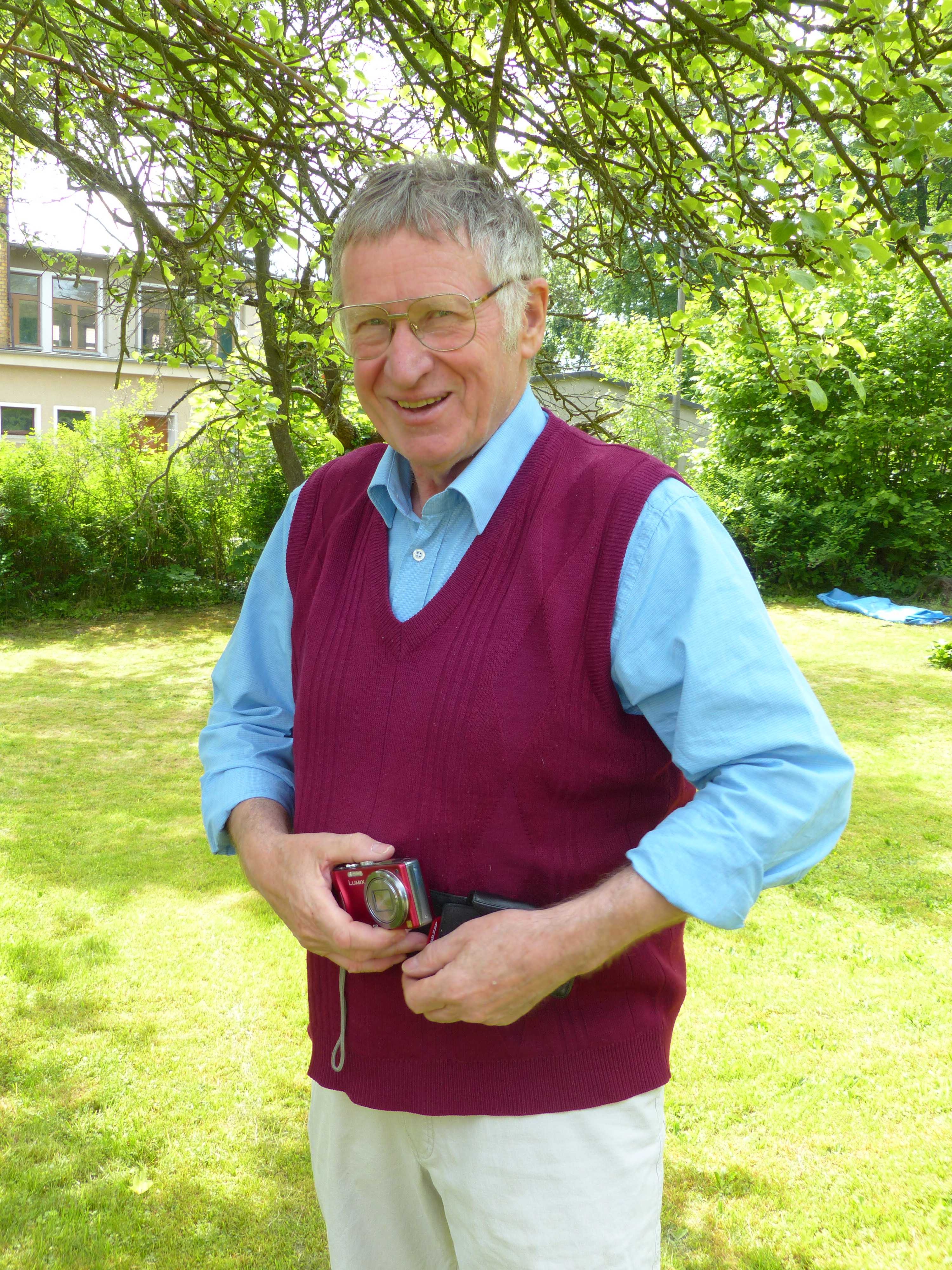
Jürgen Cieslak, Mai 2015

Jürgen Cieslak (* 30. September 1942 in Seifhennersdorf, Landkreis Zittau, Sachsen; † 10. April 2025) war ein deutscher Ofensetzer und ehrenamtlicher Denkmalpfleger.

## Leben

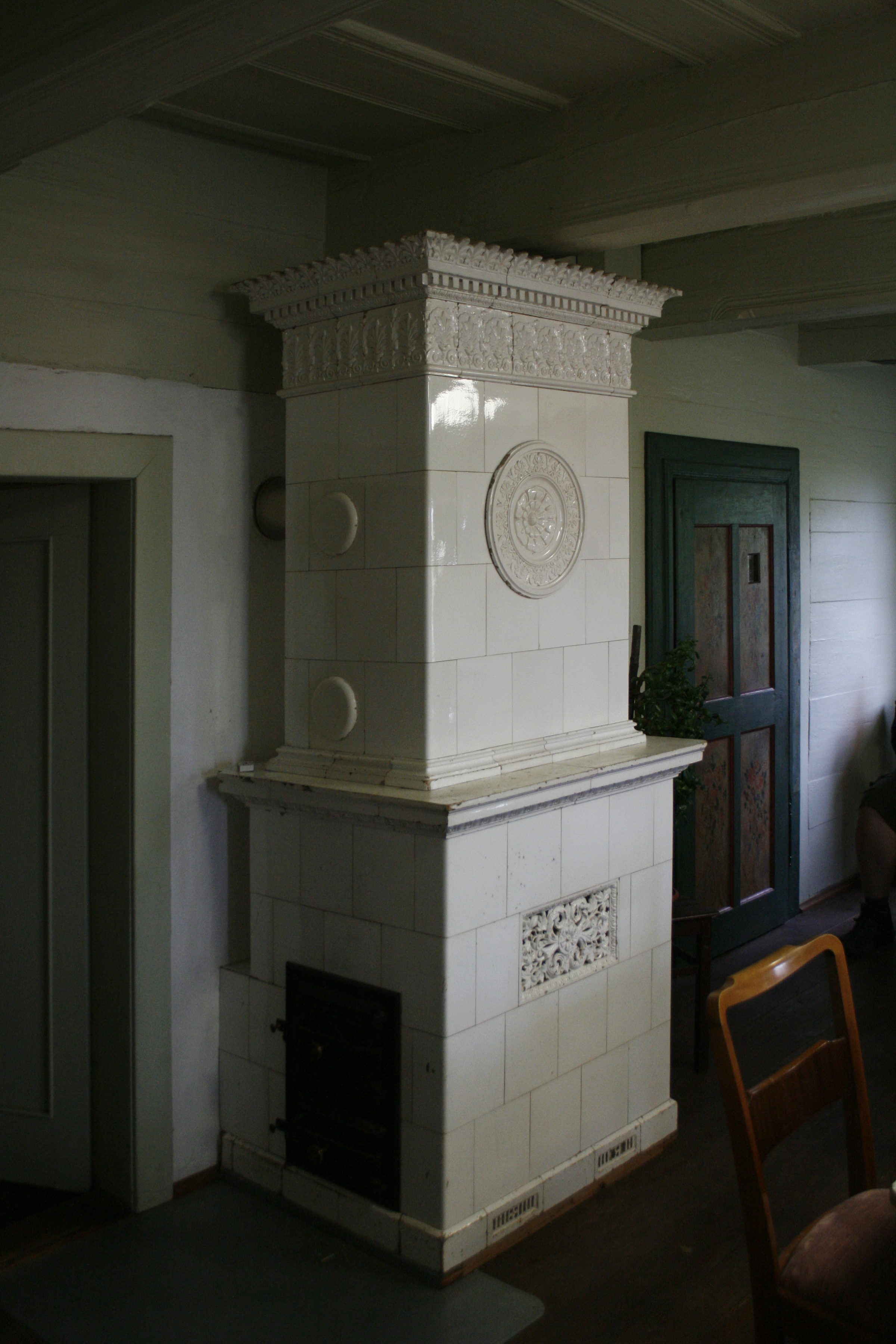
Kachelofen im Umgebindehaus des Bulnheimschen Hofs in Seifhennersdorf

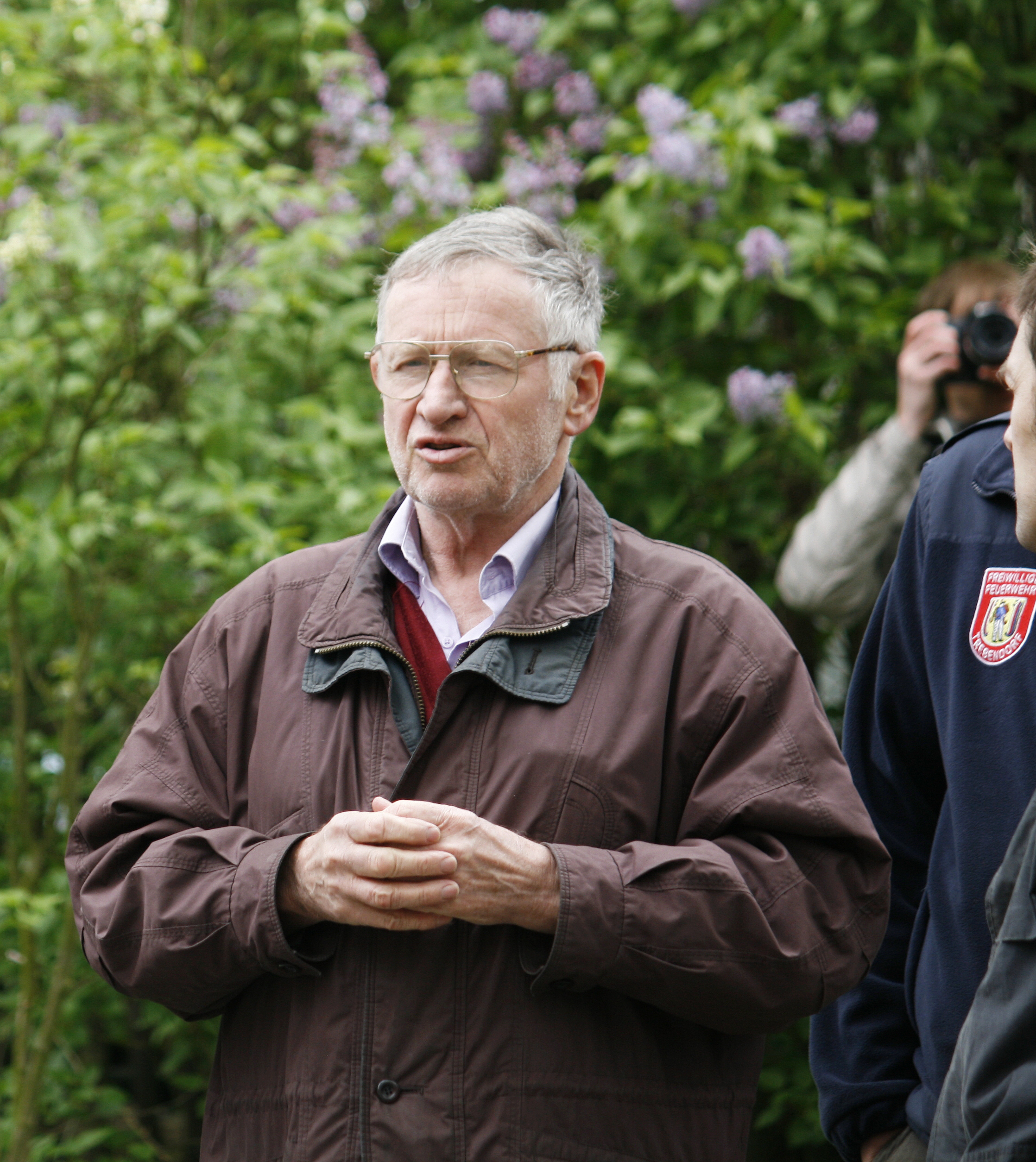
Jürgen Cieslak bei einer Umgebindeführung in Seifhennersdorf, Mai 2014

Der Sohn des Ofensetzers Johannes Cieslak (1914–2003) und dessen Ehefrau Susanne (geb. Schreiber) ging von 1957 bis 1960 bei seinem Vater in die Lehre. Er vertiefte seine Ausbildung von 1967 bis 1971 mit einem Hochschulstudium in den Fächern Wärmetechnik und Ingenieurpädagogik, die er als Diplom-Ingenieur bzw. Ingenieurpädagoge abschloss, und erhielt 1973 seinen Meisterbrief. Sechs Jahre später übernahm er das von seinem Großvater gegründete Familiengeschäft. Von 1980 bis 2004 war er Innungsobermeister.
Seit den 1970er Jahren setzte sich Cieslak gegen den Abriss und für den Erhalt von Umgebindehäusern ein. Er engagierte sich ab 1976 im Kulturbund der DDR in der Sektion „Natur- und Heimatfreunde“ und war später in der Gesellschaft für Denkmalpflege im Kulturbund der DDR Mitbegründer des Bezirksfachausschusses „Volksbauweise“ für den Bezirk Dresden. Zur Fortführung dessen Arbeit und mit dem Ziel, die traditionelle Bauweise in Sachsen zu pflegen, gehörte Cieslak nach der Wende zu den Gründungsmitgliedern des Sächsischen Vereins für Volksbauweise. Mit eigenen Mitteln konnte er zwei Umgebindehäuser vor dem Abriss bewahren. Bei der Sanierung eines Faktorenhofs in Seifhennersdorf, der nach seinen letzten Besitzern auch Bulnheimscher Hof genannt wird, war es Cieslak als Vorsitzendem des Traditionshof Bulnheim e. V. möglich, verschiedene Öfen nach historischem Vorbild mit zum Teil andernorts geborgenen Kacheln neu zu setzen.
Jürgen Cieslak war gerichtlich bestellter Sachverständiger für das Kachelofen- und Luftheizungsbauerhandwerk und hat den Landkreis Löbau-Zittau bei dessen Positionierung als Umgebindehausland unter Einbeziehung der polnischen und tschechischen Nachbarregionen beraten. Bereits in den 1980er Jahren organisierte Cieslak Wanderausstellungen zur Umgebinde-/Volksbauweise, des Weiteren gab er Führungen und hielt Fachvorträge und war an der Einrichtung des Umgebindehauswegs in Seifhennersdorf beteiligt.
 Am 10. April 2025 starb Jürgen Cieslak im Alter von 82 Jahren.

## Veröffentlichungen
Cieslak trat als Autor und Herausgeber von Literatur über Umgebindehäuser hervor und war an weiteren Publikationen beteiligt.
- mit Rat der Stadt Seifhennersdorf (Hrsg.): Seifhennersdorf Information – Ein Heimat- und Wanderheft. Graphische Werkstätten, Zittau-Görlitz 1977.
- mit Karl Bernert: Wir wohnen in einem Umgebindehaus. Arbeitsmaterial zur Erhaltung und sachgemäßen Pflege der Umgebindebauweise in der Oberlausitz. Hrsg.: Bezirksvorstand Dresden der Gesellschaft für Denkmalpflege im Kulturbund der DDR, Institut für Denkmalpflege (= Wir wohnen in einem Umgebindehaus. Teil I). Dresden 1982, DNB 209120460 (Digitaler Reprint (Memento vom 29. Januar 2015 im Internet Archive) [PDF; 4,0 MB; abgerufen am 28. Januar 2015]).
- mit Frank Delitz: Südlausitzer Umgebindehäuser. Hrsg.: Rat des Kreises Zittau, Abteilung Kultur; Gesellschaft für Denkmalpflege im Kulturbund der DDR, Bezirksleitung Dresden (= Wir wohnen in einem Umgebindehaus. Teil II). Zittau, DNB 960029141 (Digitaler Reprint (Memento vom 29. Januar 2015 im Internet Archive) [PDF; 6,5 MB; abgerufen am 28. Januar 2015] um 1984).
- Kachelofen und Umgebinde. In: Oberlausitzer Heimat. „… wer beschützt und erhält …“, 12(1999), S. 53–56.
- Sächsischer Verein für Volksbauweise (Hrsg.): Umgebinde. Eine einzigartige Bauweise im Dreiländereck Deutschland – Polen – Tschechien (= Die Blauen Bücher). Redaktion Jürgen Cieslak, Christine Goldberg-Holz, Jeannette Gosteli, Kerstin Richter, A. Schulz und Christian Schurig. Verlag Langewiesche, Königstein i. Ts. 2007, ISBN 978-3-7845-5210-1.

## Ehrungen
In Anerkennung seiner mehr als drei Jahrzehnte währenden Tätigkeit zur Bewahrung der Umgebindehäuser in der Oberlausitz und der angrenzenden Regionen der Nachbarländer verlieh ihm der sächsische Ministerpräsident Stanislaw Tillich im Mai 2014 den Sächsischen Verdienstorden. 
Die Geschäftsstelle Umgebindeland ehrte ihn 2006 mit einem von acht Preisen bei der ersten Verleihung des Umgebindehauspreises.